# 堰 (安曇野)

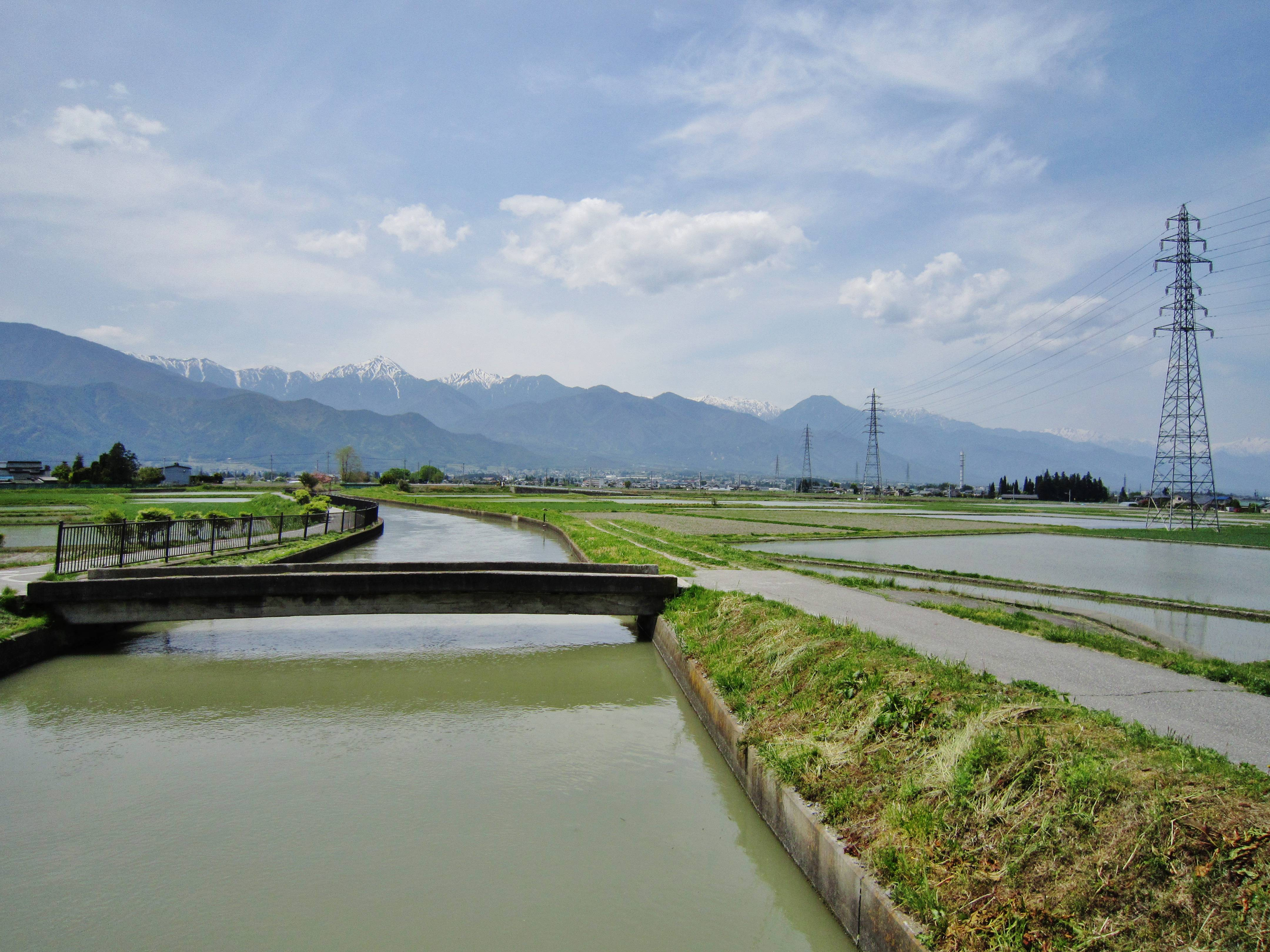
拾ヶ堰

堰（せぎ）は、長野県において用水路のことを意味する言葉。この項目では特に安曇野の堰について取り上げる。
安曇野は複合扇状地からできているため、乏水地域である。そのため、水田の開発には向いていなかったが堰の開削により、水田の開発が盛んになった。

## 分類
安曇野の堰は縦堰と横堰に分けられる。
縦堰（たてせぎ）
北アルプスの傾斜を利用して水を流している。水の流れが速い。
鳥羽堰、穂高沢、矢原沢がある。
横堰（よこせぎ）
等高線とほぼ平行に水を流し、広範囲にわたって水を行き渡らせる。北アルプスの傾斜を利用する縦堰とは異なり、水の流れはゆっくりとしている。この水のことを押水（おしみず）という。
拾ヶ堰、勘左衛門堰、矢原堰、新田堰、新堀堰がある。

## 安曇野の堰一覧
- 拾ヶ堰
- 勘左衛門堰
- 矢原堰
- 新田堰
- 新堀堰（堀廻堰）
- 鳥羽堰
- 富田堰
- 長尾堰
- 温堰（ぬるせぎ）
- 穂高沢
- 矢原沢